# Meinloh von Sevelingen
Meinloh von Sevelingen (fl. XII secolo) è stato un Minnesänger tedesco del XII secolo.

## Vita e opere
Non si conosce nulla della vita di Meinloh. Sevelingen, oggi Söflingen, è un rione di Ulma e i signori di Sevelingen erano dei funzionari della contea di Dillingen, legati nel 1258 al convento delle suore clarisse di Söflingen.
Meinloh de Sevelingen, il primo minnesänger di origine sveva, cantò probabilmente di fronte all'imperatore Federico Barbarossa, quando visitò Ulma nella metà del XII secolo. Ci sono pervenute in tutto tre poesie - di 73 versi complessivi - raccolte nel Codice Manesse, che «definiscono con la massima evidenza la nuova tematica della poesia d'amore [...] Meinloh insiste sul dovere del servizio d'amore, sulla segretezza, condanna come mentitori gli "osservatori" e in genere "la gente"» - cioè coloro che esprimono giudizi sugli amanti - «e sa che gli osservatori devono essere ingannati con quelle rapide manovre di astuzia che distinguono il vero cavaliere».